# Mecistops cataphractus
Il coccodrillo catafratto (Mecistops cataphractus (Cuvier, 1825)) è una specie di coccodrillo dell'Africa occidentale. Attribuito in passato al genere Crocodylus, è stato recentemente segregato in un genere a sé stante, Mecistops.
È una specie in pericolo critico di estinzione.
È una delle cinque specie di coccodrillo che si trovano in Africa. Gli altri sono il coccodrillo dal muso stretto centrafricano (Mecistops leptorhynchus), il coccodrillo del Nilo (Crocodylus niloticus), il coccodrillo del deserto (Crocodylus suchus) e il coccodrillo nano (Osteolaemus tetraspis).

## Descrizione
Si tratta di un coccodrillo di medie dimensioni, in genere un po' più piccolo del coccodrillo del Nilo. La lunghezza degli adulti è di 3 o 4 m, e gli adulti pesano 125-230 kg. Occasionalmente qualche grande esemplare può pesare fino a 325 kg. Hanno un muso sottile usato per catturare le prede, da qui il loro nome. Tutte le specie di coccodrilli hanno un muso stretto o tozzo a seconda del tipo di dieta. Il coccodrillo catafratto non ha un muso sottile come il gaviale del Gange (Gavialis gangeticus), ma comunque più sottile degli altri coccodrilli o di molti alligatoridi.

## Biologia

### Comportamento
Questa specie non si trova quasi mai in gruppi, salvo durante l'inizio della stagione riproduttiva. Ha un temperamento riservato, e spesso lo si trova solitario e nascosto tra gli alberi.

### Alimentazione
Come i gaviali e altri coccodrilli simili (Crocodylus johnsoni), la sua dieta consiste principalmente in pesci, serpenti, anfibi e crostacei. Il muso sottile infatti non gli consente di avere una dieta carnivora come quella di altri coccodrilli con il Coccodrillo del Nilo.

### Riproduzione
Gli esemplari di questa specie cominciano a riprodursi nella stagione delle piogge. La femmina costruisce un nido costituito principalmente da materia vegetale. I nidi sono situati sulle rive dei fiumi, e la costruzione inizia generalmente al momento della comparsa della stagione delle piogge. Ha una stagione di nidificazione simile a quella dell'osteolemo, ma in genere più breve.  Il coccodrillo catafratto depone una media di 16 (minimo 13, massimo 27) uova molto grandi rispetto alle dimensioni del corpo. Il periodo di incubazione è lungo confrontato con la maggior parte delle altre specie di coccodrilli, a volte della durata di oltre 100-110 giorni. La femmina resta vicino al nido, e una volta che le uova iniziano a schiudersi, i cuccioli emettono il loro caratteristico verso, quindi la femmina li aiuta ad uscire dal guscio. I cuccioli hanno già dei denti molto affilati.

## Distribuzione e habitat

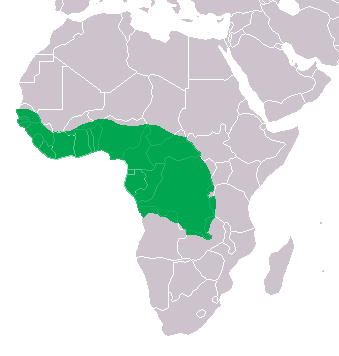
Distribuzione di C. cataphractus

I coccodrilli catafratti sono nativi dei corsi d'acqua dolce nell'Africa occidentale. Predilige le aree con vegetazione fitta; a volte è stato trovato anche in acqua salmastra.

## Conservazione
La lista rossa IUCN classifica Mecistops cataphractus come specie in pericolo critico di estinzione (Critically Endangered).
La specie è inserita nella Appendice I  (specie di cui è proibito il commercio) della Convention on International Trade of Endangered Species (CITES).